# Aldous Huxley
Aldous Leonard Huxley (Godalming, 1894. július 26. – Los Angeles, 1963. november 22.) brit író, költő és filozófus. Az 1937-től az Egyesült Államokban élt író legismertebb műve a Szép új világ című disztópia, amelyet 1931-ben írt. (Egy évvel később jelent meg először nyomtatásban.) Műveinek gyakori témája volt a társadalom, eszköze a társadalomkritika és a szatíra. Verseket, esszéket, bűnügyi témájú regényeket és novellákat is írt. Aldous Huxley-t hét különböző évben jelölték irodalmi Nobel-díjra.

## Élete

### Ifjúkora

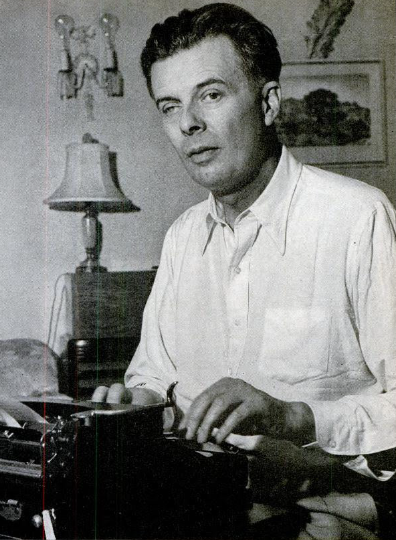
1947-ben

Huxley Godalmingban, Angliában született 1894. július 26-án a több neves családtaggal büszkélkedő Huxley családba a tanár és író Leonard Huxley és első felesége, Julia Arnold fiaként. Nagyapja Thomas Henry Huxley, a kitűnő 19. századi természettudós volt, akit „Darwin buldogja”-ként ismertek. Testvére, Julian Huxley (1887–1975) és féltestvére, Andrew Huxley (1917–2012) is ismert biológusok voltak.
Tanulmányait apja jól felszerelt botanikai laboratóriumában kezdte, majd a Hillside iskolában folytatta. Első tanárnője sokáig édesanyja volt, aki évekig felügyelte tanulmányait, míg gyógyíthatatlanul meg nem betegedett. A Hillside után az Eton College-ba jelentkezett. Édesanyja 1908-ban meghalt rákban, majd három évvel később Huxley egy fájdalmas szembetegséget, felületes pontozott szaruhártyagyulladást (keratitis punctata) kapott, ami „gyakorlatilag három-négy évre megvakította”, ám ez mentette meg az első világháborúban a besorozástól. Egyetemi tanulmányai során az Oxfordi Egyetemen angol irodalmat tanult a Balliol College-ban, ahol diplomáját 1916-ban vehette át.
Mivel egyetemi tanulmányai során eladósodott apja felé, mindenképpen munkát kellett vállalnia, így 1917 áprilisától júliusig egy rövid időre minisztériumi állást vállalt a légierő számára, majd egy évig Etonban francia nyelvet tanított, ahol hallgatói között volt többek között George Orwell, akkor még Eric Blair néven, valamint a később neves angol történész, Steven Runciman is. Visszaemlékezések szerint Huxley nemigen tudott fegyelmet tartani, viszont tanítványai méltatták briliáns nyelvtudását.
Huxley tizenhét évesen fejezte be első, nem publikált munkáját, ám csak húszas évei első felében kezdett komolyabban írni. Első regényéről úgy nyilatkozott egy interjúban, hogy „Vakírással gépeltem le egy regényt, el sem tudtam olvasni. Fogalmam sincs arról, mi lett vele, kíváncsi volnék rá, de elveszett”.

### Élete delén
Huxley az első világháború alatt ideje nagyobb részében az Oxford melletti Garsington Manorban tartózkodott, Lady Ottoline Morell, arisztokrata mecénás otthonában, akinél mezőgazdasági munkásként dolgozott, ugyanakkor itt ismerhette meg a Bloomsbury-kör tagjait. Majd 1919-től a londoni Athenaeum irodalmi magazin újságírójaként dolgozott, és még ugyanebben az évben feleségül vette a belga menekült Maria Nijst, akit szintén még Garsingtonban ismert meg. Házasságukból egy gyermek született, fiuk Matthew Huxley (1920–2005) később epidemiológus és antropológus lett. Első regényében, az 1921-ben megjelent Nyár a kastélyban címűben a Garsington-életmód karikatúráját mutatja be szatirikus és cinikus formában.
Az 1920-as években dolgozott többek között a brit Vogue-nak és a Vanity Fairnek. 1928-ban jelent meg Pont és ellenpont (Point Counter Point) című regénye, mely összetettebb és fajsúlyosabb volt a korábbiaknál és amely szélesebb körű elismerést szerzett írójának. 1931-ben írta meg egyik legismertebb művét, a Szép új világ (Brave New World) című regényt. A vak Sámson (Eyeless in Gaza) című regénye először 1938-ban jelent meg.
1937-ben Huxley a kaliforniai Hollywoodba költözött, feleségével, fiukkal és barátjával, Gerard Hearddel. Ebben az időben írta Huxley a Célok és eszközök című művét. Ebben a munkájában taglalta a tényt, hogy bár a modern civilizáció emberei egyetértenek abban, hogy a világon legyen „szabadság, egyenlőség, igazság és testvéri szeretet”, de nem képesek megegyezni, hogyan valósuljon ez meg. Heard megismertette Huxleyt a Védántával, a meditációval és a vegetarianizmussal az ahimsza alapelvein keresztül. Huxley összebarátkozott J. Krishnamurtival, akinek a tanításait nagyra becsülte. Ő is védántista lett, bekerült Szvámi Prabhavananda körébe, és Christopher Isherwoodot is bemutatta ennek a körnek. Nem sokkal ezután írta a lelki értékeket és eszméket hangsúlyozó könyvét, a The Perennial Philosophyt. A cím magyarul Az örök filozófia, vagy perenniális filozófia, Gottfried Wilhelm Leibniz-nél „filozófiai örökkévaló”.
Ebben az időszakban további bevételi lehetőségei nyíltak írói képességeinek kihasználásával forgatókönyvíróként, amit Anita Loosnak, regényíró ismerősének köszönhetett. 1940-ben Robert Z. Leonard rendezésében Huxley és Jane Murfin forgatókönyve alapján filmre vitték Jane Austen Büszkeség és balítélet című regényét.
Élete nagy részében, tizenéves kori betegsége miatt – amelyben kis híján megvakult – Huxley nagyon gyengén látott. 1940-ben elköltözött egy negyvenholdas területre, egy magasan fekvő sivatagi falucskába, a kaliforniai Llanóba. Itt saját elmondása szerint látása drámaian javult, részben William Horatio Bates módszerének, részben pedig a szélsőséges, tiszta, természetes sivatagi fénynek köszönhetően. Később úgy nyilatkozott, hogy 25 éve először volt képes szemüveg és erőlködés nélkül olvasni. Még autót is megpróbált vezetni a farm melletti földúton. Ekkor írta meg A látás művészete című könyvét a Bates-módszerrel elért sikereiről, amit 1942-ben ki is adtak.
Huxley 1949-ben George Orwellnek, az 1984 szerzőjének írt levelében elismerését fejezte ki Orwell akkor megjelent könyvéről: „milyen kitűnő és milyen rendkívül fontos könyv”. Ugyancsak ebben a levelében fogalmazta meg a könyv kapcsán gondolatait: „Azt hiszem, a következő generációban a világ vezetői fel fogják ismerni, hogy a csecsemőkori kondicionálás és a narkohipnózis sokkal hatékonyabb eszközei a kormányzásnak, mint a különféle társaságok meg börtönök, és hogy a hatalom iránti vágyuk ugyanúgy teljesen kielégíthető, ha az emberekbe beleszuggerálják rabszolgaságuk szeretetét, mintha erőszakos eszközökkel kényszerítenék őket engedelmességre”.

Családfája

### A háború után
Az 1950-es években nőtt Huxley érdeklődése a természettudományi kutatások iránt. Későbbi munkáira nagy hatással voltak az ez úton szerzett tapasztalatai a hallucinogén drogokkal.
1930 októberében az okkultista Aleister Crowley Huxley-val vacsorázott Berlinben, és a pletykák szerint Crowley ekkor bemutatta neki a peyote-ot. 1953-ban találkozott a meszkalinnal, amikor a pszichiáter Humphry Osmond felkérte őt tesztalanynak. 1955. december 24-én Huxley bevette az első dózis LSD-t. Így úttörő volt a pszichedelikus drogokat a „megvilágosodás” kereséséhez használók közt. A pszichedelikus drogokkal való tapasztalatait Az érzékelés kapui (a cím William Blake: Menny és Pokol házassága című művének soraiból származik) és a Menny és pokol című esszéjében írja le. Számos ezzel kapcsolatos írása vált a korai hippik körében alapművé.
Mialatt Los Angelesben élt, Ray Bradbury barátja lett, ám később Bradburynek csalódnia kellett benne, különösen mikor Huxley bátorította, hogy vegyen be hallucinogén drogokat, ami kiderül Sam Weller Bradburyről írott életrajzából.

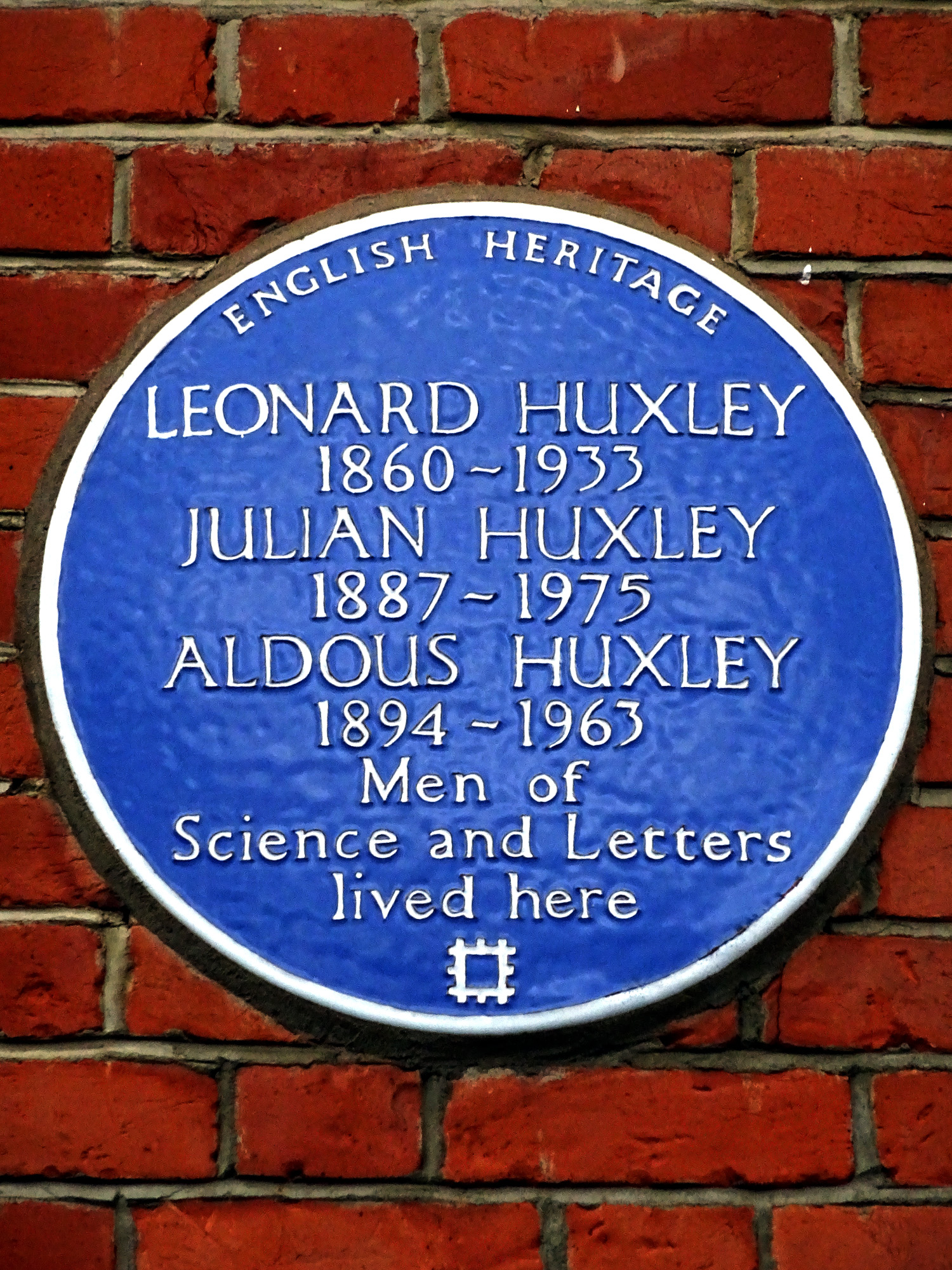
Emléktábla Leonard, Julian és Aldous tiszteletére Londonban

1955-ben Huxley felesége meghalt mellrákban. 1956-ban elvette Laura Archerát (1911-2007), aki szintén író volt. Ő írta meg This Timeless Moment címmel Huxley életrajzát. 1960-ban Huxley-ról kiderült, hogy gégerákban szenved, és az azt követő években egészsége romlása közben megírta újabb utópiáját, a Szigetet, valamint előadásokat tartott Az ember rejtett képességei-ről.
Halálos ágyán, amikor a gégeráktól már beszélni sem tudott papírra írta utolsó kérését feleségének: „LSD, 100 mikrogramm, izomba adva”. Felesége beszámolója szerint 11:45-kor adta be az első injekciót, majd még egyet pár óra múlva. Huxley 1963. november 22-én 17:21-kor halt meg, 69 évesen. A média jóformán átsiklott halála felett, mivel az egy napra esett John F. Kennedy meggyilkolásával, illetve az ír származású híres író, C. S. Lewis halálának napjával.
Huxley műveinek legjelentősebb gyűjteménye – legalábbis abból, ami nem semmisült meg az író otthonát is elpusztító tűzvész következtében – a Los Angeles-i Kaliforniai Egyetem könyvtárában található, illetve néhány a Stanford Egyetem könyvtárában.

## Filmek, adaptációk
- 1968 – Pont és ellenpont (Point Counter Point, a BBC minisorozata Simon Raven rendezésében)
- 1971 – Ördögök (The Devils, a Loudun ördögei (The Devils of Loudun) adaptációja Ken Russell rendezésében)
- 1980 – Szép új világ (Brave New World, amerikai tévéadaptáció Burt Brinckerhoff rendezésében)
- 1998 – Szép új világ (Brave New World, amerikai tévéadaptáció Leslie Libman és Larry Williams rendezésében)

## Magyarul

### 1944-ig
- A végzet bábjátéka; ford. Tábori Pál; Nova, Bp., 1933
- Szép új világ; ford. Szinnai Tivadar; Pantheon, Bp., 1934 (Jó könyvek)
- Két vagy három grácia; ford. Hevesi András; Franklin, Bp., 1936 (Külföldi regényírók)
- Légnadrág és társai; ford. Bálint György; Az Est Lapok, Bp., 1936 (Pesti Napló könyvek)
- A vak Sámson. 1–2.; ford. Hevesi András, előszó Cs. Szabó László; Franklin, Bp., 1937 (Külföldi regényírók)
- Revíziót! Politikai röpirat; ford. Kalló Aladár; Wollner Ny., Bp., 1937
- És múlnak az évek; ford. Nagypál István; Franklin, Bp., 1941 (Külföldi regényírók)
- A szerelem útjai. 1–2. köt.; ford. Nagypál István; Franklin, Bp., 1942 (Külföldi regényírók)
- Nyár a kastélyban; ford. Boldizsár Iván; Franklin, Bp., 1943 (Külföldi regényírók)

### 1945–1989
- Spinoza és a kukac; ford. Ábrányi Boldizsár, Mück Dóra; Egyetemi Ny., Bp., 1946 (Az Egyetemi Nyomda kis tanulmányai)
- És megáll az idő; ford. Vas István; Franklin, Bp., 1946 (Külföldi regényírók)
- A Mona Lisa mosoly; ford. Cs. Szabó László; Franklin, Bp., 1946 (Külföldi regényírók)
- Szép új világ; ford. Szinnai Tivadar; Pantheon, Bp., 1946
- Tudomány, szabadság, béke; ford. Zemplén Jolán; Franklin, Bp., 1947
- Álszakáll; ford. Bálint György; Franklin, Bp., 1947 (Külföldi regényírók)
- A látás művészete; ford. Molnár Ernő; Franklin, Bp., 1948
- A lángész és az Istennő / Két vagy három grácia. Kisregények és elbeszélések; vál. Kulin Katalin, ford. Birkás Endre et al., utószó Egri Péter; Európa, Bp., 1964
- Kényelem; ford. Vámosi Pál; Spinoza és a kukac; ford. Ábrahám Boldizsár, Mück Dóra; in: Hagyomány és egyéniség. Az angol esszé klasszikusai; vál. Európa Könyvkiadó munkaközössége, közrem. Ruttkay Kálmán, Ungvári Tamás, utószó Abody Béla, jegyz. Abádi Nagy Zoltán; Európa, Bp., 1967
- Pont és ellenpont. Regény; ford. Látó Anna; Irodalmi, Bukarest, 1968 (Horizont könyvek)
- A vak Sámson. Regény; ford. Hevesi András; Európa, Bp., 1969
- Szép új világ. Tudományos fantasztikus regény; ford. Szentmihályi Szabó Péter, utószó Nagy Péter; Kozmosz Könyvek, Bp., 1982 (Kozmosz fantasztikus könyvek)
- Divatok a szerelemben. Esszék; vál., utószó H. Szász Anna Mária, ford., jegyz. Szilágyi Tibor, Kényelem c. esszé ford. Vámosi Pál; Európa, Bp., 1984 ISBN 963-07-3688-8

### 1990–
- Az észlelés kapui; ford. Kollár János; Göncöl, Bp., 1997
- Visszatérés a Szép új világhoz; ford. Szűr-Szabó Katalin; Dee-Sign, Bp., 2000
- Az érzékelés kapui / Menny és pokol; ford. Szántai Zsolt, Galamb Zoltán; Szukits, Szeged, 2002 (Modern klasszikusok)
- Előadások az emberről; ford., előszó Kassai Melinda; Kairosz, Bp., 2006 ISBN 963-7510-47-8
- Moksha. A tudat határai; szerk. Michael Horowitz, Cynthia Palmer, ford. Székely Kata; Nyitott Könyvműhely, Bp., 2007 ISBN 978-963-86890-7-8
- Szép új világ; ford. Totth Benedek; Cartaphilus, Bp., 2008 ISBN 978-963-266-019-6
- Sziget; ford. Vizi Katalin, utószó Farkas Ákos; Cartaphilus, Bp., 2008 ISBN 978-963-266-049-3
- Majmok bombája; ford. Totth Benedek; Cartaphilus, Bp., 2008 ISBN 978-963-266-050-9
- Az érzékelés kapui / Menny és pokol; ford. Szántai Zsolt, Galamb Zoltán, utószó Farkas Ákos; Cartaphilus, Bp., 2008 ISBN 978-963-266-051-6
- Pont – ellenpont; ford. Látó Anna, utószó Farkas Ákos; átdolg. kiad; Cartaphilus, Bp., 2009 ISBN 978-963-266-052-3
- A vak Sámson; ford. Hevesi András; 2. átdolg. kiad; Cartaphilus, Bp., 2010 ISBN 978-963-266-121-6
- Loudun ördögei; ford. Czigányik Zsolt, utószó Farkas Ákos; Cartaphilus, Bp., 2011 ISBN 978-963-266-224-4
- Nyár a kastélyban; ford. Boldizsár Iván, utószó Farkas Ákos; Cartaphilus, Bp., 2012 ISBN 978-963-266-250-3
- A varjak és a csörgőkígyó; ford. Mészáros János; Két Egér Könyvek–Móra, Bp., 2016 ISBN 978-615-80037-2-8

## Fordítás
- Ez a szócikk részben vagy egészben  az   Aldous Huxley című angol Wikipédia-szócikk fordításán alapul.  Az eredeti cikk szerkesztőit annak laptörténete sorolja fel. Ez a jelzés csupán a megfogalmazás eredetét és a szerzői jogokat jelzi, nem szolgál a cikkben szereplő információk forrásmegjelöléseként.